# Iglesia de San Miguel (Estella)
De Iglesia de San Miguel is een kerk in Estella, Spanje, die is opgedragen aan de aartsengel Michaël. De kerk werd verschillende malen uitgebreid waardoor deze verschillende bouwstijlen vertoont. 
Sinds 3 juni 1931 maakt de Iglesia de San Miguel deel uit van de "Bien de Interés Cultural", het Spaanse register voor cultureel erfgoed. 